# Saint-Roch-sur-Égrenne
Saint-Roch-sur-Égrenne – miejscowość i gmina we Francji, w regionie Normandia, w departamencie Orne.
Według danych na rok 1990 gminę zamieszkiwało 228 osób, a gęstość zaludnienia wynosiła 19 osób/km² (wśród 1815 gmin Dolnej Normandii Saint-Roch-sur-Égrenne plasuje się na 661. miejscu pod względem liczby ludności, natomiast pod względem powierzchni na miejscu 385.).